# Саражинці
Саражинці — село в Україні, у Погребищенській міській громаді Вінницького району Вінницької області. Розташовані за 10 км від центру громади, за 7 км від залізничної станції Ржевуська. Населення становить 276 особи.
На захід від села знаходиться ландшафтний заказник місцевого значення Надросся.

## Історія
Село засноване у 19 столітті. У 1880 році тут сталося заворушення селян.
Під час організованого радянською владою Голодомору 1932—1933 років померло щонайменше 211 жителів села.
Під час Другої світової війни село було зайняте німецькими військами у другій половині липня 1941 року. Червоною армією село було зайняте 30 грудня 1943 року.
На початку 1970-х років в селі була розміщена центральна садиба колгоспу ім. Кірова. В його користуванні було 5309 га землі, в тому числі 4027 га орної. Господарство було багатогалузевим, мало гранітний кар'єр, млин, олійню. В селі працювали початкова школа, клуб, бібліотека, фельдшерсько-акушерський пункт.
12 червня 2020 року, відповідно до розпорядження Кабінету Міністрів України № 707-р «Про визначення адміністративних центрів та затвердження територій територіальних громад Вінницької області», увійшло до складу Погребищенської міської громади.
17 липня 2020 року, в результаті адміністративно-територіальної реформи та ліквідації Погребищенського району, село увійшло до складу Вінницького району.
28 січня 2024 року, добавлено місця в Саражинцях на Google картах таких як,Магазини, Шкільного закладу,Пам'ятників,Поштового відділення,і інші.

## Населення
За даними перепису 2001 року кількість наявного населення села становила 355 особи, із них 98,90 % зазначили рідною мову українську, 0,83 % — російську.
| Рік            | 1897 | ~1900 | ~1902 |  | ~1972 | 1989 | 2001 | 2021 |
| -------------- | ---- | ----- | ----- |  | ----- | ---- | ---- | ---- |
| Кількість осіб |      |       |       |  | 615   | 426  | 355  | 276  |

### Мова
Розподіл населення за рідною мовою за даними перепису 2001 року:
| Мова            | Відсоток |
| --------------- | -------- |
| українська      | 98,94%   |
| російська       | 0,79%    |
| інші/не вказали | 0,27%    |

## Відомі уродженці
- Всеволод Коломацький — церковний діяч Закарпаття, архітектор.
- Віталій Він-Вей (Трембанчук) — кондуктор, який змінив прізвище на честь вінницького трамваю.